# Telotheta muscipunctata
Telotheta muscipunctata là một loài bướm đêm trong họ Geometridae.